# Chandur, Chandrapur
Chāndur är en ort i Indien.   Den ligger i delstaten Maharashtra, i den centrala delen av landet, 1 000 km söder om huvudstaden New Delhi. Chāndur ligger 248 meter över havet och antalet invånare är 23 125.
Terrängen runt Chāndur är platt åt nordost, men åt sydväst är den kuperad. Runt Chāndur är det ganska tätbefolkat, med 160 invånare per kvadratkilometer. Det finns inga andra samhällen i närheten. Omgivningarna runt Chāndur är en mosaik av jordbruksmark och naturlig växtlighet.